# 윤장근
윤장근(尹長根, 1955년 1월 13일 ~ , 부산)은 대한민국의 공무원이다. 

## 학력
- 부산고등학교 졸업
- 서울대학교 법학 학사
- 아메리칸대학교 대학원 정치학 석사

## 경력
- 1979년 : 법제처 행정사무관
- 1983년 : 법제처 법제관
- 2001년 : 법제처 행정법제국장
- 2002년 : 법제처 법제기획관
- 2004년 : 법제처 행정심판관리국장
- 2005년 : 법제처 국무총리행정심판위원회 상임위원
- 법제처 정책홍보관리실장
- 2008년 : 법제처 차장

## 참고
| 전임 김기표 | 제15대 법제처 차장 2008년 3월 27일 ~ 2010년 9월 15일 | 후임 임병수 |